# Pedicia pallida
Pedicia (Amalopis) pallida là một loài ruồi trong họ Pediciidae. Chúng phân bố ở vùng sinh thái Palearctic.